# Хосе Анхель Ламас
Хосе́ А́нхель Ла́мас (ісп. José Ángel Lamas; 2 серпня 1775, Каракас, Іспанська імперія, нині Венесуела — 10 грудня 1814, там само) — венесуельський композитор, фаготист і гобоїст.

## Життєпис
Був півчим та фаготистом у кафедральному соборі Каракаса. Автор культових творів: мес, реквіємів, мотетів, ламентацій, Miserere та інших (всього понад 40). Найвідоміший твір — меса «Popule meus» для 3 голосів і 8 інструментів (1801).
Вже у незалежній Венесуелі був похований у церкві Сан Пабло в Каракасі, поки, за наказом Антоніо Гусмана Бланко, собор не знесли, а на його місці збудували Муніципальний театр Каракаса.

## Пам'ять
- Його ім'ям названо муніципалітет Хосе Анхель Ламас[es] у венесуельському штаті Арагуа.
- Ім'я композитора надано Вищій музичній школі в Каракасі.
- Головний хоровий колектив Венесуели «Орфеон Ламас» також носить ім'я співвітчизника.